# 厄立特里亚人民解放阵线
厄立特里亚人民解放阵线，简称厄人阵，是厄立特里亚现执政党人民民主与正义阵线的前身。该党成立于1970年，分裂自厄立特里亚解放阵线，成立后主导厄立特里亚独立战争。1991年5月，厄人阵同埃塞俄比亚人民革命民主阵线联手推翻埃塞俄比亚门格斯图独裁政权。5月24日，厄人阵控制厄立特里亚全境，29日成立厄立特里亚临时政府，厄人阵领导人伊萨亚斯·阿费沃基出任临时政府总书记兼武装部队总司令。
1993年5月24日，厄立特里亚独立，伊萨亚斯·阿费沃基出任总统。1994年，厄人阵“三大”在阿斯马拉举行，会议决定将厄人阵由军事组织改造为纯粹的政党，并将组织的名称改为“人民民主与正义阵线”。
厄人阵的意识形态是非洲社会主义、马克思列宁主义、厄立特里亚民族主义、左翼民族主义、世俗主义。厄人阵掌权后，放弃激进的意识形态。